# Steropleurus
Steropleurus és un gènere d'insectes ortòpters ensífers pertanyent a la família Tettigoniidae. Més semblants a grills que no pas a llagostes o saltamartins, les espècies d'aquest gènere, conegudes popularment com a someretes o pantiganes, són incapaces de volar, i els mascles utilitzen una mena d'ales vestigials per a emetre sons (estridulació), tal com fan els grills. La distribució geogràfica del gènere és exclusivament ibèrica i balear, havent-hi espècies endèmiques pròpies de limitades àrees geogràfiques. Algunes de les espècies del gènere són:
- S. andalusius (Rambur,1838)
- S. asturiensis (Bolívar,1898)
- S. balearicus (Bolívar,1884)
- S. brunnerii (Bolívar,1876-1878)
- S. catalaunicus (Bolívar,1898)
- S. castellanus (Bolívar,1878)
- S. eclipticus (Barat,2004)
- S. flavovittatus (Bolívar,1878)
- S. martorelli (Bolívar,1878)
- S. martorelli angulatus (Bolívar,1908)
- S. nobrei (Bolívar,1898)
- S. notarioi (Gomez Ladrón de Guevara, Pardo & Llorente del Moral,1998)
- S. obsoletus (Bolívar,1898)
- S. perezii (Bolívar,1877)
- S. politus (Bolívar,1901)
- S. pseudolus (Bolívar,1878)
- S. recticarinatus (Llorente del Moral,1980)
- S. saussureianus (Bolívar,1878)
- S. squamiferus (Bolívar,1907)
- S. stalii (Bolívar, 1878)